# Urânia Vanério
Urânia Vanério de Argollo Ferrão (Salvador, 14 de dezembro de 1811 – 3 de dezembro de 1849) foi uma professora, escritora e tradutora brasileira que em sua infância testemunhou o conflito entre as tropas Brasileiras e Portuguesas no começo de 1822, no contexto do processo da Independência da Bahia, que a levou a escrever o poema "Lamentos de uma Baiana...".

## Vida

### Infância
Urânia Vanério nasceu em Salvador, no dia 14 de dezembro de 1811, sendo filha dos educadores portugueses Euzébio Vanério e Samoa Angélica Vanério, uma família sem posses. Desde criança ela foi estimulada aos estudos, vindo a dominar os idiomas Francês, Inglês e Italiano, além de outras habilidades como o bordado, desenho e música, que junto de sua beleza física, deixou as damas da região impressionadas.

#### Lamentos de uma Baiana

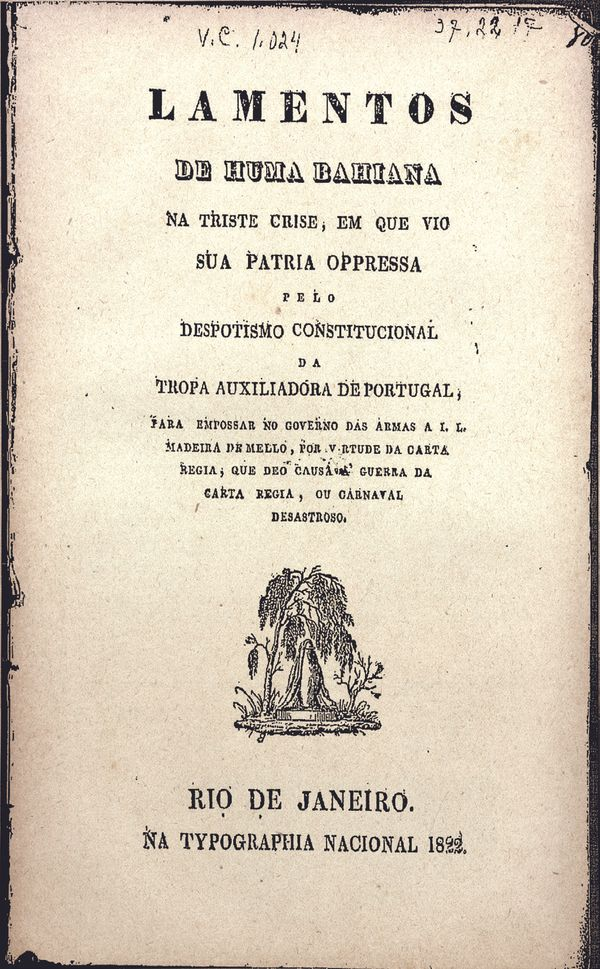
Capa do panfleto

"Lamentos de uma Baiana..." foi um panfleto escrito entre os dias 19 e 21 de fevereiro de 1822, quando Urânia tinha apenas 10 anos, apresentando sua revolta contra o governo de Inácio Luís Madeira de Melo, fiel a Portugal e comandante da Tropa Auxiliadora de Portugal. A obra foi publicada no Rio de Janeiro, apresentando da idade errada de Urânia, por Ângelo da Costa Ferreira e teve sua publicação anunciada no dia 21 de outubro de 1822 pelo Diário do Rio de Janeiro com o preço de 80 réis. A autoria da obra ficou esquecida por dois séculos; a historiadora Patrícia Valim diz que isto foi devido ao apagamento das lutas femininas da história oficial.
No texto ela revela sua preocupação com o desfecho da guerra e o destino de sua família, e faz referência ao assassinato da freira Joana Angélica, que foi morta a golpes de baioneta quando tropas portuguesas tentavam invadir o Convento da Lapa. Ela também buscou reforçar sua adesão pela Independência do Brasil, além de repudiar os conflitos causados pela "Carta Régia de 8 de julho de 1820", que emancipou Sergipe. Ao escrever, ela se encontrava tomada por emoção pela situação de violência na qual seu país encontrava-se e se preocupava com a segurança de seu pai, português, que para acalmá-la falou: "Teu pai sempre será brasileiro".

### Juventude
Meses após a escrita do panfleto, a família de Urânia mudou-se para o Recôncavo Baiano devido ao fato de seu pai ter passado a integrar o Conselho Interino do governo da cidade de Cachoeira.
Em 1823 mudaram-se para Sergipe, onde o grupo que seu pai participava entrou em conflito com o de Antônio Pereira Rebouças por divergências políticas, disputa esta que ocorria no periódico "O Grito da Razão", teve como desfecho a prisão de seu pai no Forte de São Pedro por alegada desordem política. Com isto, ela retornou para Salvador com sua mãe e no ano seguinte sua mãe retornou os trabalhos no Colégio "Desejo da Ciência para a educação da mocidade baianense", que ela havia fundado com seu marido, e onde Urânia já trabalhava quando criança. Ao sair da prisão, Euzébio Vanério voltou a trabalhar no jornal "O Grito da Razão", onde passou a mostrar sua dedicação à província da Bahia e seu povo.
No dia 21 de abril de 1825 Urânia solicitou ao Imperador Dom Pedro I uma licença para a criação de uma Escola de Ensino mutuo para meninas, autorização esta que ela recebeu e foi anunciada pelo Diário Fluminense no dia 28 de abril de 1825. Com isso, Urânia voltou a trabalhar com seus pais.

### Vida adulta
Em 1 de março de 1827, aos 15 anos, Urânia casou-se com o capitão Felisberto Gomes de Argollo Ferrão (1802-1876), filho de uma das famílias mais ricas da província.
No dia 11 de dezembro de 1827, o Diário do Rio de Janeiro anunciou a publicação da obra "Triumpho do Patriotismo, Novela Americana", por 200 réis. A obra, originalmente escrita por M. de Florian, já havia sido anunciada pelo Diário Fluminense em 1826, explicitando tratar-se de uma tradução produzida por Urânia Vanério, o que pode torná-la na primeira tradutora do Brasil, antecedendo Nísia Floresta por uma década.
Urânia Vanério e seu marido continuaram vivendo em Salvador, no bairro Barris, enquanto ela continuou dando aulas no colégio fundado por seus pais. Em vinte e dois anos de casada, Urânia teve treze filhos, com dois tendo falecido na primeira infância.

## Morte
No dia 3 de dezembro de 1849 Urânia Vanério veio a falecer devido a uma infecção decorrente do parto de seu último filho, sendo enterrada na Igreja da Santa Casa da Misericórdia, onde se enterravam membros de famílias distintas. Suas filhas tornaram-se professoras no mesmo colégio em que trabalhava e seus filhos tornaram-se negociantes e políticos com alguma relevância local e nacional.

## Legado
Os autores da coletânea "Guerra Literária" (2014) descrevem o panfleto "Lamentos de uma Baiana" como sendo o mais "...revoltado e dolorido protesto contra a ação das tropas do General Madeira de Melo, vazado em linguagem simples e direta...", porém o nome da autora não foi indicado.
A historiadora Patrícia Valim descreve que a trajetória de Urânia Vanério tem grande importância por demonstrar as estratégias que as mulheres da época utilizavam em favor de seu engajamento político, pela luta contra a opressão, em favor da justiça e igualdade e que seu panfleto, que pode ter sido originalmente feito para defender seus pais contra possíveis ataques, "...ganhou corpo e transformou-se em uma das mais potentes críticas contra os arbítrios do absolutismo português na Bahia, da exploração colonial e da violência das tropas imperiais contra a população de Salvador".

### Resgate histórico
A história de Urânia Vanério e a autoria de seu panfleto foi resgatado no século 21 através da pesquisa da historiadora Patrícia Valim, que levou ao podcast descrito abaixo e que resultou em um capítulo escrito pela historiadora no livro "As mulheres que estavam lá" (2022).

### Cultura popular
No contexto do Bicentenário da Independência do Brasil a história de Urânia Vanério foi narrada pela roteirista Antonia Pellegrino dentro do podcast "Mulheres na Independência" e também teve sua história apresentada no primeiro episódio da série "1822 - Uma Conquista dos Brasileiros", produzida pelo Fantástico.

## Obras
- "Lamentos de huma bahiana na triste crise, em que vio sua patria oppressa pelo despotismo constitucional da tropa auxiliadora de Portugal, para empossar no governo das armas a I. L. Madeira de Mello, por virtude da carta regia, que deo causa á guerra da carta regia, ou carnaval desastroso". Rio de Janeiro, na Typographia Nacional, 1822, in- 4º de 8 pp. num.[34][35]
  - Carvalho; Bastos; Basile, eds. (2014). «Lamentos de uma Baiana». Guerra Literária (PDF). 4. [S.l.]: UFMG. pp. 261–266. ISBN 978-65-5858-070-6. Cópia arquivada (PDF) em 1 de setembro de 2022

## Ligação externa
- «"1822": nova série vai mostrar a participação de negros, mulheres e indígenas na Independência do Brasil». globoplay. 14 de agosto de 2022